# Llum de nit
El llum de nit (Myctophum punctatum) és una espècie de peix de la família dels mictòfids i de l'ordre dels mictofiformes present a l'oceà Atlàntic oriental (15°N-20°N),
l'Atlàntic occidental (des de Groenlàndia fins als Estats Units)
i la Mediterrània.
És un peix marí i d'aigües profundes que viu entre 0-1.000 m de fondària.
Els mascles poden assolir 11 cm de longitud total.
Menja copèpodes, eufausiacis i alevins.
És depredat per Sebastes fasciatus, Sebastes mentella, Beryx splendens (a les Illes Açores) i Phycis phycis (a les Açores).
És sexualment madur en assolir els 5 cm de llargària i les femelles arriben a produir fins a 900 ous.